# Charles Malato

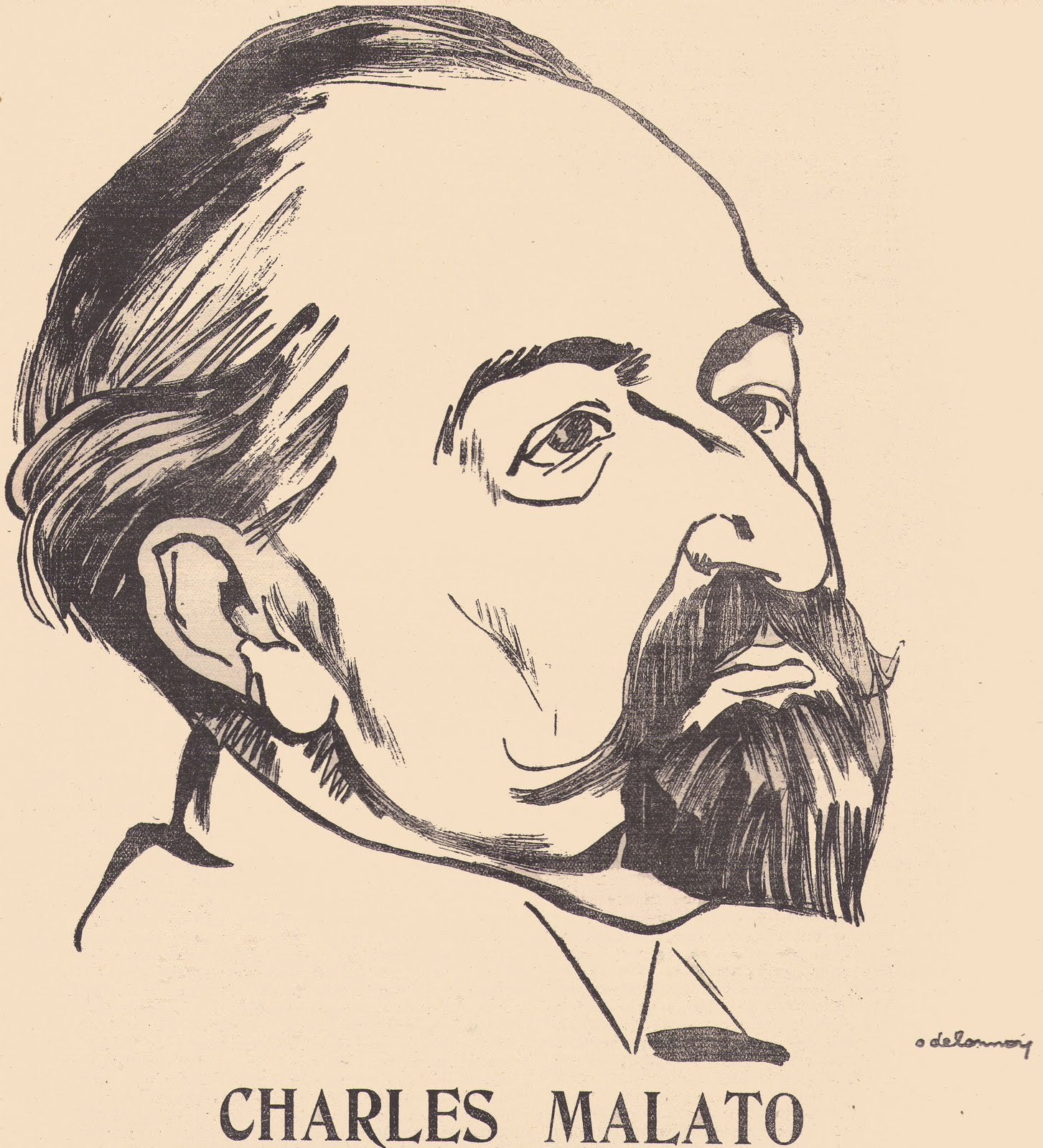
Caricature de Malato par Aristide Delannoy, en 1909, pour Les Hommes du jour.

Charles Malato (Foug (Meurthe-et-Moselle), 7 septembre 1857 – Paris, 7 novembre 1938), est un correcteur à la Chambre des députés, écrivain, éditeur et journaliste anarchiste français d'origine italienne.
Militant libertaire, il est également franc-maçon, membre de la Grande Loge symbolique écossaise.
Des années 1880 à la Grande Guerre, il est une figure notoire de l’anarchisme en France, et un « nœud de réseau » du mouvement libertaire européen.
Lors de la Première Guerre mondiale, il est l’un des signataires du Manifeste des Seize rassemblant les libertaires partisans de l'Union sacrée face à l'Allemagne.

## Biographie
À l'âge de 17 ans, avec ses parents communards, il est déporté en Nouvelle-Calédonie, où il rencontre Louise Michel.  Avec elle, il est l'un des rares européens à soutenir les révoltes canaques de 1878.

## Journaliste et éditeur libertaire
Revenu en France en juin 1881, il s'engage pour la promotion des idées anarchistes.
En 1886, il crée un groupe et un journal intitulés La Révolution cosmopolite qui est poursuivi dès le quatrième numéro pour « incitation au meurtre, pillage et incendie ».
Le 9 août 1888 au cours d’un meeting en pleine grève des terrassiers, Joseph Tortelier prend la parole devant 400 personnes aux côtés de Louise Michel et Charles Malato : « Ce n’est que par la grève universelle que l’ouvrier créera une société nouvelle, dans laquelle on ne trouvera plus de tyrans ». En 1890, il est jugé avec Ernest Gégout pour avoir publié un article donnant des indications sur la manière de créer des bombes. Ils sont condamnés à quinze mois de prison mais laissés en liberté le temps d'attendre leur procès en appel. Alors qu'ils sortent du tribunal, ils sont arrêtés sur le parvis de nouveau et remis en état d'arrestation ; Pierre Martinet qui arrive devant le tribunal avec sa voiture pour les chercher voit les anarchistes se battre avec la police et les rejoint, les trois sont arrêtés.
En 1897, il publie Philosophie de l'anarchie dans lequel il affirme son idéal communiste libertaire.
Journaliste, il collabore à de nombreuses publications telles L'Art social, La Société nouvelle, L'Aurore, Le Réveil lyonnais, ainsi qu'à L'Attaque, journal d'Ernest Gegout avec lequel il est condamné, en avril 1890, à quinze mois de prison pour « provocation au meurtre, au pillage et à l'incendie ».
Expulsé de France (il n'a pas encore la nationalité française), il arrive le 4 avril 1892 à Londres, où il reste deux ans. Il y publie le journal Le Tocsin.
De retour en France en 1894, il poursuit son engagement.

### L'Affaire Dreyfus
Lors de l'Affaire Dreyfus, il anime le Journal du peuple avec Sébastien Faure et prend part au comité révolutionnaire chargé de répondre aux manifestations nationalistes.
Arrêté à la suite de l'attentat de la rue de Rohan contre Alphonse XIII, il est jugé à partir du 27 novembre 1905 et est acquitté.
Entre 1907 et 1914, Charles Malato collabore aux journaux La Guerre sociale et La Bataille syndicaliste.
Il est un ami proche de l'éducateur libertaire espagnol Francisco Ferrer et du médecin Max Hulmann.

### Signataire duManifeste des 16
Dès le début de la Première Guerre mondiale, il rallie « L'union sacrée » puis signe le « Manifeste des 16 ».
En juin 1918, alors qu'il va avoir 61 ans, il s'engage en tant qu’infirmier, « tant pour soigner les Français que les Allemands ».

## Œuvres
- L’Assassinat de Ferrer, 1911.
- Avant l’heure, 1887.
- Barbapoux : drame satirique en 2 actes : Pièces de combat, Paris, Librairie républicaine René Godfroy, 1901, 32 p. (lire en ligne), sur Gallica.
- César, pièce satirique en 2 actes, s.d.
- Les classes sociales au point de vue de l'évolution zoologique, Paris, V. Giard et E. Brière, 1907, 160 p. (lire en ligne), sur Gallica.
- Talamo (pseudonyme) et Alexis Lemaistre (Illustrateur), Contes néo-calédoniens, Paris, L.-Henry May, 1897, 64 p. (lire en ligne), sur Gallica.
- De la Commune à l'anarchie, Paris, Stock, 1894, 2e éd., 294 p. (lire en ligne), sur Gallica.
- A. Dal (préf. Charles Malato), Documents socialistes, Paris, aux "Temps nouveaux", 1904, 56 p. (lire en ligne), sur Gallica.
- Talamo (pseudonyme), Les enfants de la liberté, Paris, Société française d'éditions d'art, coll. « L.-Henry May et G. Mantoux », 1903, 319 p. (lire en ligne), sur Gallica.
- Entre deux amours, 1880 ?
- Les Forains, Paris, G. Doin, 1925, 398 p..
- La Grande Grève, Paris, Librairie des Publications populaires, 1905, 508 p. (lire en ligne), sur Wikisource.
- Talamo (pseudonyme), Un jeune marin, Paris, Société française d'éditions d'art, coll. « L.-Henry May et G/ Mantoux », 1901, 127 p. (lire en ligne), sur Gallica.
- Les Joyeusetés de l'exil, Paris, Stock, 1897, 2e éd., 329 p..
- Talamo (pseudonyme) et E. Vavasseur (Illsustrateur), Les mémoires d'un gorille, Paris, Société française d'éditions d'art, coll. « L. Henry May et G. Mantoux », 1901-1905, 111 p. (lire en ligne), sur Gallica.
- Le Nouveau Faust, 1919.
- Perdu au Maroc, s.d.
- Philosophie de l'anarchie (1888-1897), Paris, Stock, coll. « Bibliothèque sociologique », 1897, 3e éd., 294 p. (lire en ligne), sur Gallica.
- Pierre Vaux, ou Les malheurs d'un instituteur, Paris, Jules Rouff, coll. « Le livre illustré », 1915-1925, 414 p. (lire en ligne), sur Gallica.
- Prison fin-de-siècle. Souvenirs de Pélagie.
- Révolution chrétienne et révolution sociale, Paris, Albert Savine, 1891, 288 p. (lire en ligne), sur Gallica.
- Avec Ernest Gegout et Théophile Alexandre Steinlen (ill. de), Prison fin de siècle. Souvenirs de Pélagie, Cœuvres-et-Valsery, Ressouvenances, 1999, fac-similé de l'édition de 1891, 352 p.,  (ISBN 2-904429-95-6).
- À l'Ile des Pins, drame en 5 actes et un prologue, manuscrit autographe, 1905, conservé à la médiathèque centrale de Saint-Denis, [lire en ligne], sur le site de la bibliothèque patrimoniale de Plaine Commune